# DRD3
DRD3 (англ. Dopamine receptor D3) – білок, який кодується однойменним геном, розташованим у людей на короткому плечі 3-ї хромосоми.  Довжина поліпептидного ланцюга білка становить 400 амінокислот, а молекулярна маса — 44 225.
| 10         |  | 20         |  | 30         |  | 40         |  | 50         |
| ---------- |  | ---------- |  | ---------- |  | ---------- |  | ---------- |
| MASLSQLSSH |  | LNYTCGAENS |  | TGASQARPHA |  | YYALSYCALI |  | LAIVFGNGLV |
| CMAVLKERAL |  | QTTTNYLVVS |  | LAVADLLVAT |  | LVMPWVVYLE |  | VTGGVWNFSR |
| ICCDVFVTLD |  | VMMCTASILN |  | LCAISIDRYT |  | AVVMPVHYQH |  | GTGQSSCRRV |
| ALMITAVWVL |  | AFAVSCPLLF |  | GFNTTGDPTV |  | CSISNPDFVI |  | YSSVVSFYLP |
| FGVTVLVYAR |  | IYVVLKQRRR |  | KRILTRQNSQ |  | CNSVRPGFPQ |  | QTLSPDPAHL |
| ELKRYYSICQ |  | DTALGGPGFQ |  | ERGGELKREE |  | KTRNSLSPTI |  | APKLSLEVRK |
| LSNGRLSTSL |  | KLGPLQPRGV |  | PLREKKATQM |  | VAIVLGAFIV |  | CWLPFFLTHV |
| LNTHCQTCHV |  | SPELYSATTW |  | LGYVNSALNP |  | VIYTTFNIEF |  | RKAFLKILSC |
|            |  |            |  |            |  |            |  |            |

A: Аланін

C: Цистеїн

D: Аспарагінова кислота

E: Глутамінова кислота

F: Фенілаланін

G: Гліцин

H: Гістидин

I: Ізолейцин

K: Лізин

L: Лейцин

M: Метіонін

N: Аспарагін

P: Пролін

Q: Глутамін

R: Аргінін

S: Серин

T: Треонін

V: Валін

W: Триптофан

Кодований геном білок за функціями належить до рецепторів, g-білокспряжених рецепторів, білків внутрішньоклітинного сигналінгу. 
Задіяний у таких біологічних процесах як поліморфізм, альтернативний сплайсинг. 
Локалізований у клітинній мембрані, мембрані.